# Belgien i olympiska sommarspelen 1968
Belgien deltog med 82 deltagare vid de olympiska sommarspelen 1968 i Mexico City. Totalt vann de en silvermedalj och en bronsmedalj.

## Medaljer

### Silver
- Serge Reding - Tyngdlyftning, +90 kg.

### Brons
- Daniel Goens och Robert van Lancker - Cykling, tandem.